# Pendeli
Pour l’article homonyme, voir Pentélique.
Pendeli (en grec : Πεντέλη), est un dème situé juste au nord-est d'Athènes dans la périphérie de l'Attique en Grèce. Il a été créé en 2011, par la fusion de l'ancien dème de Pendeli, de celui de Melissia et celui de Néa Pendéli.
Il tire son nom du massif montagneux du Pentélique, sur les pentes duquel il se trouve.

## Démographie
| Année | Population |
| ----- | ---------- |
| 1981  | 2 286      |
| 1991  | 3 197      |
| 2001  | 4 829      |